# Het Rampzalige Raam
Het Rampzalige Raam (oorspronkelijke titel: The Wide Window) is het derde deel in de Ellendige avonturen-serie en is net als de andere delen geschreven door Lemony Snicket.

## Verhaal
De kinderen Baudelaire worden in dit derde deel ondergebracht bij tante Jozefien. Deze vrouw woont aan het Melancholiameer in een gammel huisje dat op het punt staat van een berg naar beneden te kukelen. Hoewel Jozefien niet onaardig is, is ze behoorlijk geschift. Ze is namelijk overal bang voor. Ze raakt geen deurknop aan uit angst dat deze misschien uiteenspat en dat zij dan een splinter in haar oog zal krijgen, de koelkast kan misschien wel ontploffen en ga zo maar door. Ook vertelt Jozefien dat haar passie grammatica is. Ze heeft een enorme bibliotheek met daarin een reusachtig raam dat uitzicht biedt op het meer.
Al snel duikt graaf Olaf op, ditmaal doet hij zich voor als Kapitein Nep. De kinderen doorzien zijn vermomming direct, maar Jozefien valt voor de charmes van Olaf en vertrouwt Olaf. Die nacht worden de kinderen gewekt door het breken van een ruit. In de bibliotheek vinden ze een afscheidsbriefje van Jozefien. Claus ontdekt echter dat er een geheime boodschap in de brief zit. Het huis wordt geraakt door een bliksemschicht en valt naar beneden, maar de drie wezen overleven het ongeluk.
Ze pikken een boot uit de werf van Kapitein Nep en zeilen door een orkaan naar Jozefien. Op de terugweg worden ze aangevallen door bloedzuigers, maar Kapitein Nep komt hen te hulp. Jozefien heeft er alles voor over om niet te sterven, ze biedt zelfs de wezen aan. Olaf laat haar echter achter in het Melancholiameer en neemt de kinderen mee. Aan wal staat Mr. Poe op het punt de kinderen over te dragen aan Kapitein Nep als graaf Olaf wordt ontmaskerd. Ook al is zijn plan mislukt, Olaf weet opnieuw te ontkomen.